# Contea di Mingshui
La contea di Mingshui (明水县S, Míngshuǐ XiànP) è una contea della Cina, situata nella provincia di Heilongjiang e amministrata dalla prefettura di Suihua.